# Elezioni europee del 1994 in Lussemburgo
Le elezioni europee del 1994 in Lussemburgo si sono tenute il 13 giugno.

## Risultati
| Liste  | Liste                                         | Gruppo | Voti    | %     | Seggi |
| ------ | --------------------------------------------- | ------ | ------- | ----- | ----- |
|        | Partito Popolare Cristiano Sociale            | PPE    | 53.244  | 31,50 | 2     |
|        | Partito Operaio Socialista Lussemburghese     | PSE    | 41.917  | 24,80 | 2     |
|        | Partito Democratico                           | ELDR   | 31.830  | 18,83 | 1     |
|        | I Verdi                                       | GV     | 18.481  | 10,93 | 1     |
|        | Partito Riformista di Alternativa Democratica | -      | 11.745  | 6,95  | -     |
|        | Movimento Nazionale                           | -      | 4.023   | 2,38  | -     |
|        | Partito Comunista del Lussemburgo             | -      | 2.760   | 1,63  | -     |
|        | Altri                                         | -      | 5.046   | 2,98  | -     |
| Totale | Totale                                        | Totale | 169.046 |       | 6     |